# Ґрохолін
Ґрохолін (пол. Grocholin) — село в Польщі, у гміні Кциня Накельського повіту Куявсько-Поморського воєводства.
Населення — 453 особи (2011).
У 1975-1998 роках село належало до Бидгощського воєводства.

## Демографія
Демографічна структура станом на 31 березня 2011 року:
|          | Загалом | Допрацездатний вік | Працездатний вік | Постпрацездатний вік |
| -------- | ------- | ------------------ | ---------------- | -------------------- |
| Чоловіки | 233     | 54                 | 157              | 22                   |
| Жінки    | 220     | 42                 | 131              | 47                   |
| Разом    | 453     | 96                 | 288              | 69                   |